# Тайфун біля берегів Японії
«Тайфун біля берегів Японії» (англ. «Typhoon off the Coast of Japan») — перший літературний твір Джека Лондона, що був опублікований 12 листопада 1893 року в газеті «San Francisco Call».

## Історія написання
У 1893 році Джек Лондон взяв участь у літературному конкурсі газети «San Francisco Call». Ось як письменник розповідає історію написання нарису в автобіографічній оповіді «Про себе»:
«Коли я ще вчився прихапцем у школі, то писав, бувало, звичайні шкільні твори, за що мене абияк і хвалили. Працюючи на джутовій фабриці, я знову пробував вряди-годи написати що-небудь. Фабрика забирала в мене тринадцять годин на добу, а оскільки я був молодий та любив розважитися у вільні від роботи години, то на писання часу майже не залишалося. Сан-франциська газета „Колл“ призначила премію за нарис, і моя мати вмовляла мене спробувати щастя. Я послухав, обравши за тему „Тайфун біля берегів Японії“. Дуже стомлений та сонний, знаючи, що о пів на шосту ранку мушу вже бути на ногах, я опівночі взявся до оповідання й працював, поки не написав дві тисячі слів — довшого нарису писати не дозволялося, але тему свою розробив наполовину. Наступної ночі, так само втомлений, я написав ще дві тисячі слів і закінчив твір, а третьої ночі взявся викреслювати зайве, щоб дотриматись умов конкурсу. Першу премію дістав я; другу й третю одержали студенти Стенфордського та Берклійського університетів.»
Перемігши на конкурсі, автор отримав свій перший гонорар у розмірі 25 доларів.